# اغتيال إسحاق رابين
وقعت عملية اغتيال إسحاق رابين، خامس رئيس وزراء لإسرائيل، في 4 نوفمبر 1995 (12 تشيشفان 5756 حسب التقويم العبري) في الساعة التاسعة والنصف مساءً، في نهاية مظاهرة تأييد لاتفاقيات أوسلو في ساحة ملوك إسرائيل في تل أبيب. وكان منفذ العملية هو إيجال عامير، وهو طالب قانون إسرائيلي وقومي متطرف عارض بشدة مبادرة السلام التي طرحها رئيس الوزراء إسحاق رابين، وخاصةً توقيع اتفاقيات أوسلو.

## خلفية مُسبقة
جاء اغتيال رئيس الوزراء الإسرائيلي إسحاق رابين مباشرة بعد مظاهرة مناهضة للعنف لدعم عملية السلام في أوسلو.
تعرض رابين لانتقادات شخصية قبل المظاهرة، من المحافظين اليمينيين وزعماء الليكود الذين اعتبروا عملية السلام محاولة للتخلي عن الأراضي المحتلة والاستسلام لأعداء إسرائيل.
اعتقد المحافظون المتدينون القوميون وزعماء حزب الليكود أن الانسحاب من أي أرض "يهودية" هو هرطقة. اتهم زعيم الليكود ورئيس الوزراء المستقبلي بنيامين نتنياهو حكومة رابين بأنها "بعيدة عن التقاليد اليهودية [...] والقيم اليهودية". حظر الحاخامات اليمينيون المرتبطون بحركة المستوطنين التنازلات الإقليمية للفلسطينيين ومنعوا الجنود في قوات الجيش الإسرائيلي من إجلاء المستوطنين اليهود بموجب الاتفاقيات. أعلن بعض الحاخامات عن دين روديف [الإنجليزية]، استناداً إلى قانون يهودي تقليدي للدفاع عن النفس، ضد رابين شخصياً، بحجة أن اتفاقيات أوسلو من شأنها أن تعرض حياة اليهود للخطر.
تضمنت المسيرات التي نظمها الليكود وجماعات يمينية أخرى صوراً لرابين مرتدياً زي قوات الأمن الخاصة النازية، أو في مرمى بندقية. قارن المتظاهرون حزب العمل بالنازيين ورابين بأدولف هتلر، وهتفوا "رابين قاتل" و"رابين خائن". قاد نتنياهو موكب جنازة وهمي يضم نعشاً وحبل مشنقة في مسيرة مناهضة لرابين في يوليو 1995، حيث هتف المتظاهرون "الموت لرابين". ثم نبه مدير الشاباك، كرمي غيلون، نتنياهو إلى مؤامرة على حياة رابين وطلب منه تخفيف حدة خطاب الاحتجاجات، وهو ما رفضه نتنياهو. نفى نتنياهو أي نية للتحريض على العنف.
رفض رابين مثل هذه الاحتجاجات أو وصفها بـ"خوتسباه" (وقاحة). ووفقاً لغيلون، رفض رابين طلباته بارتداء سترة واقية من الرصاص وفضل عدم استخدام السيارة المدرعة التي اشتروها له. نظم أنصار اليسار مسيرات مؤيدة للسلام لدعم اتفاقيات أوسلو. وبعد أحد هذه التجمعات في تل أبيب وقعت عملية الاغتيال.

### إيجال عامير ودين روديف

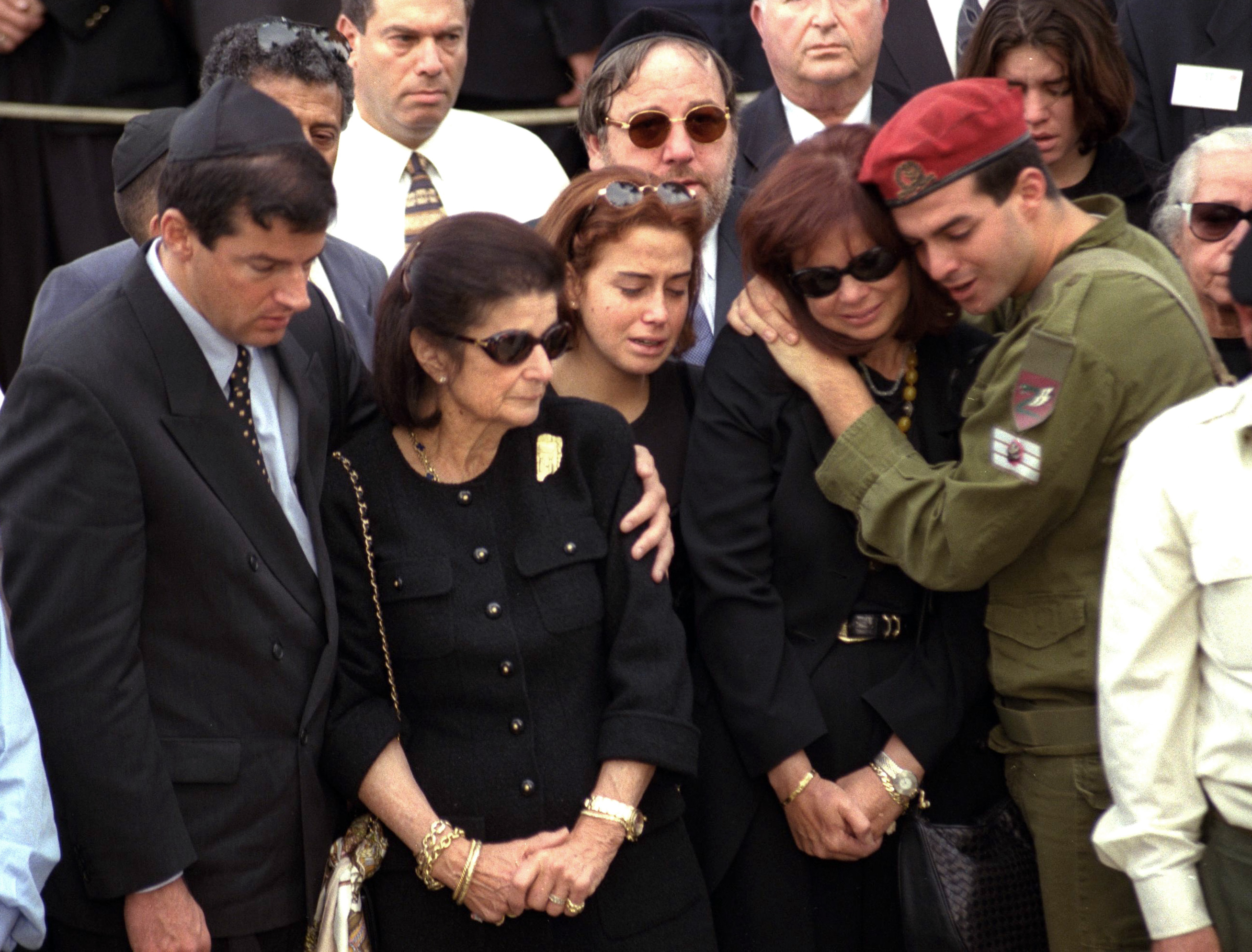
عائلة رابين تنعيه خلال جنازته

كان الجاني إيجال عامير (25 عاماً) طالب سابق في هيسدر [الإنجليزية] ثم طالب قانون يميني متطرف في جامعة بار إيلان. عارض عامير بشدة مبادرة رابين للسلام، وخاصة توقيع اتفاقيات أوسلو، لأنه شعر أن الانسحاب الإسرائيلي من الضفة الغربية من شأنه أن يحرم اليهود من «تراثهم التوراتي الذي استعادوه من عبر إنشاء المستوطنات». كان عامير يعتقد أن رابين كان روديف [الإنجليزية]، أي "مُطارد" يعرض حياة اليهود للخطر. إن مفهوم دين روديف ("قانون المُطارد") يعد جزءاً من القانون اليهودي التقليدي. كان عامير يعتقد أن فعله سيكون مبرراً بموجب دين روديف في تصفية رابين باعتباره تهديداً لليهود في الأراضي.
وُزعت منشورات في المستوطنات الإسرائيلية، تناقش صحة تطبيق دين روديف ودين موسر [الإنجليزية] ("قانون الواشي") على رابين واتفاقات أوسلو في المعابد اليهودية. وكان الحكم بالإعدام في كليهما وفقاً لقانون هالاخاه التقليدي. كان هناك خلاف بين الصهاينة المتدينين حول ما إذا كان عامير قد حصل على إذن من حاخام لتنفيذ اغتيال رابين. قال والده لاحقاً إنه في الأشهر التي سبقت الاغتيال، قال عامير مراراً وتكراراً «إن رئيس الوزراء يجب أن يُقتل لأنه صدر أمر قضائي ضده». صرح عامير خلال محاكمته اللاحقة: «لقد تصرفت وفقاً لأمر قضائي.. لم يكن عملاً شخصياً، أردت فقط إبعاد [رابين] عن منصبه».
أثار إيجال عامير انتباه جهاز الأمن الداخلي الإسرائيلي (شين بيت) بسبب أنشطته المتطرفة، لكن المؤسسة لم يكن لديها معلومات إلا عن محاولة عامير إنشاء ميليشيا معادية للعرب، وليس عن التعليقات المتعلقة باغتيال رابين، والتي صرح بها علناً لعدد من الأشخاص. وتجاهلت المؤسسة حادثة أخرى تصف تعليقات عامير لزميل له في الدراسة حول اعتراف قبل محاولة سابقة فاشلة للاغتيال، ووصفتها بأنها «غير جديرة بالثقة». ورفض المصدر الإشارة إلى عامير بالاسم، بل وصفه بدلاً من ذلك بأنه «رجل يمني قصير ذو شعر مجعد».

## التجمع اللاحق
نظم تحالف من الأحزاب اليسارية وجماعات السلام مظاهرة لدعم عملية السلام في ساحة الملوك في تل أبيب في 4 نوفمبر 1995، رداً على الاحتجاجات العنيفة في الشوارع من قبل المعارضين اليمينيين لعملية السلام في أوسلو. حضر رابين المظاهرة، إلى جانب آخرين مثل وزير الخارجية شمعون بيريز. اجتذبت المظاهرة حشداً تجاوز 10,0000 شخص. أعلن رابين، في تصريحاته خلال المظاهرة، «لقد اعتقدت دائماً أن معظم الناس يريدون السلام ومستعدون للمخاطرة من أجله».
- رابين يلقي خطابه في التجمع
- جزء من الحشد في التجمع
- وزير الخارجية شمعون بيريز (أقصى اليسار)، والمغنية ميري ألوني، ورئيس الوزراء رابين (أقصى اليمين) خلال التجمع

## الاغتيال
سار رابين على درجات مبنى البلدية باتجاه سيارته بعد المظاهرة. وعندما هم بدخول السيارة، اقترب عامير من السيارة من الخلف وأطلق رصاصتين على رابين بمسدس نصف آلي من طراز بيريتا 84إف. أصيب رابين في البطن والصدر. تمكن حراس رابين الشخصيون والشرطة في مكان الحادث من السيطرة على عامير على الفور، والذي أطلق رصاصة ثالثة على الحارس الشخصي يوروم روبين أثناء الصراع، مما أدى إلى إصابته بجروح طفيفة. قُبض على عامير في مكان الحادث مع سلاح الجريمة. ونُقل إلى مركز شرطة على بعد بضعة مبانٍ.
حاول يوروم روبين إدخال رابين في السيارة لكن جسد رابين كان "مترهلاً وثقيلاً". فساعده حارس شخصي آخر لرابين، شاي غلاسر، في وضع رابين في المقعد الخلفي للسيارة. وأُمر السائق، مناحيم داماتي، بالتوجه إلى مستشفى إيخيلوف في مركز تل أبيب سوراسكي الطبي، على بعد مسافة قصيرة بالسيارة. لقد فقد داماتي وعيه بسبب الهستيريا التي أصابته بسبب إطلاق النار والحشود التي اصطفت في الشوارع، ونتيجة لذلك فقد توازنه. كان رابين، الذي كان ينزف بغزارة، واعياً في البداية وقال إنه اعتقد أنه أصيب ولكن ليس بالدرجة الخطيرة للغاية قبل أن يفقد وعيه. قاد داماتي سيارته بسرعة جنونية محاولاً العثور على المستشفى، متجاوزاً الإشارات الحمراء ومتعرجاً لتجنب المشاة. وعندما رأى ضابط الشرطة، بينشاس تيريم، أمره بدخول السيارة وتوجيهه إلى المستشفى. وصلت السيارة في دقيقتين إلى مستشفى إيخيلوف في الساعة 9:52 مساءً، بعد حوالي عشر دقائق من إطلاق النار.
لم يكن رابين يتنفس ولم يكن لديه نبض في هذا الوقت. أجرى الأطباء فحصاً أولياً، وربطوا رابين بمحلول وريدي، واستنزفوا الهواء الذي تسرب إلى تجويف صدره الأيمن بأنبوب أُدخل إلى قفصه الصدري. بعد تصريف الهواء من صدر رابين، عاد نبضه. ثم خضع لعملية جراحية. وفي هذه الأثناء، وصل وزراء في الحكومة وضباط عسكريون ومسؤولون أمنيون وأفراد من أسرة رابين إلى المستشفى، كما وصل مستشار رابين الإعلامي إيتان هابر. بدأ حشد من المتفرجين والصحفيين يتجمعون أمام المستشفى بعد أن أوردت وسائل الإعلام الإسرائيلية خبر إطلاق النار. وفي مرحلة ما، تمكن الأطباء من تثبيت علاماته الحيوية لفترة وجيزة، وبعد إبلاغه بذلك، أمر هابر مسؤولاً رفيع المستوى في وزارة الدفاع بالبدء في الاستعدادات لإنشاء مكتب مؤقت في المستشفى مزود بهواتف وخطوط فاكس لتمكين رابين من مواصلة عمله كرئيس للوزراء أثناء فترة تعافيه. ومع ذلك، تدهورت حالة رابين بسرعة مرة أخرى. وبعد توقف قلبه، أجرى له أحد الجراحين تدليكاً للقلب في محاولة أخيرة لإنقاذه. وفي الساعة 11:02 مساءً، أي بعد ساعة واثنتين وثلاثين دقيقة من إطلاق النار، تخلى الأطباء عن جهودهم لإنعاش رابين وأعلنوا وفاته.

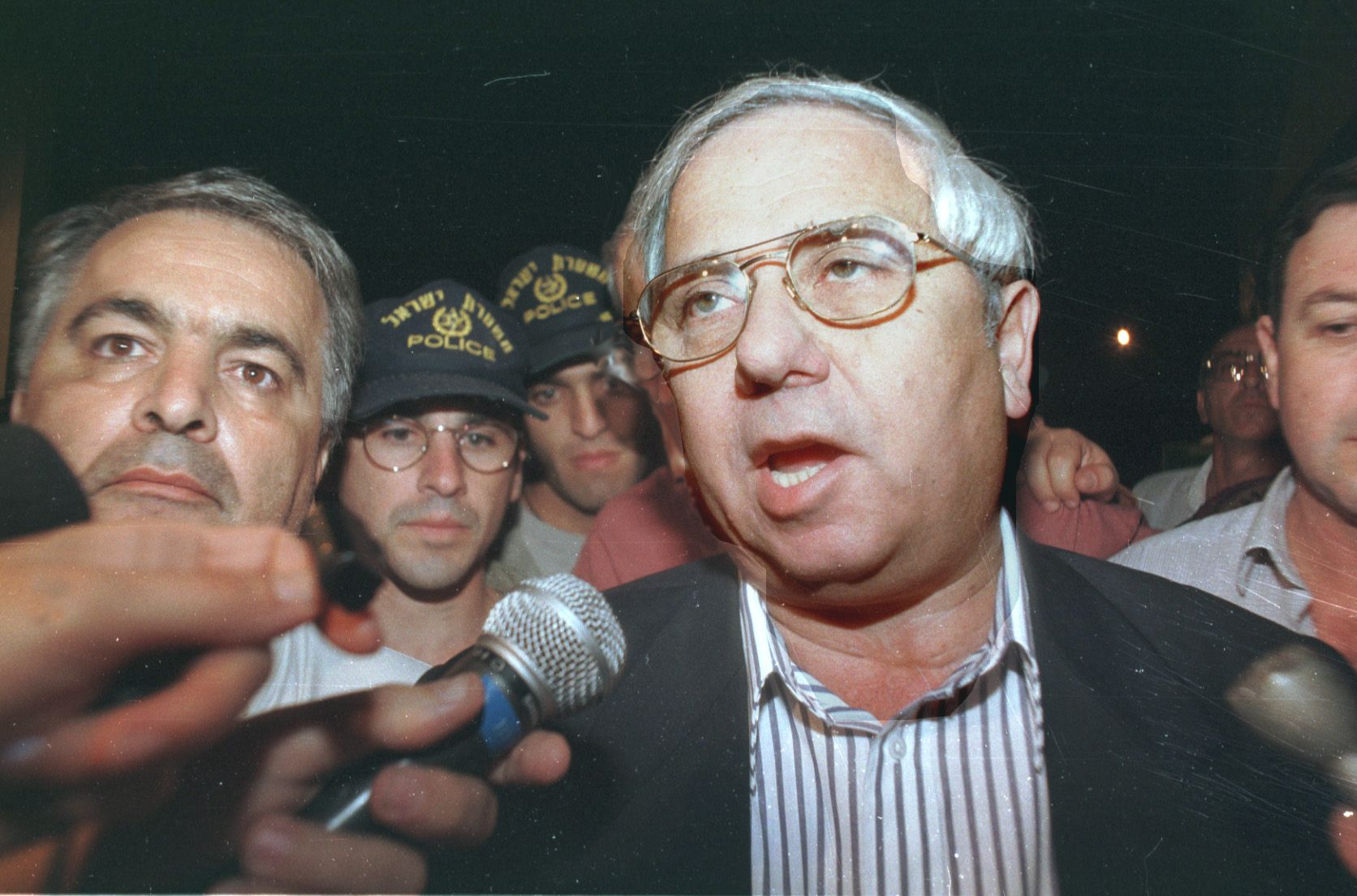
إيتان هابر يبلغ وسائل الإعلام بوفاة رابين

في الساعة 11:15 مساءً، خرج إيتان هابر من المستشفى ليواجه كاميرات التلفزيون بالخارج ويعلن وفاة رابين لوسائل الإعلام:
«تعلن حكومة إسرائيل بخيبة أمل وحزن شديد وعميق عن وفاة رئيس الوزراء ووزير الدفاع إسحاق رابين، الذي اغتيل على يد قاتل، الليلة في تل أبيب. ستجتمع الحكومة بعد ساعة واحدة لعقد جلسة حداد في تل أبيب. لتُبارك ذكراه.»

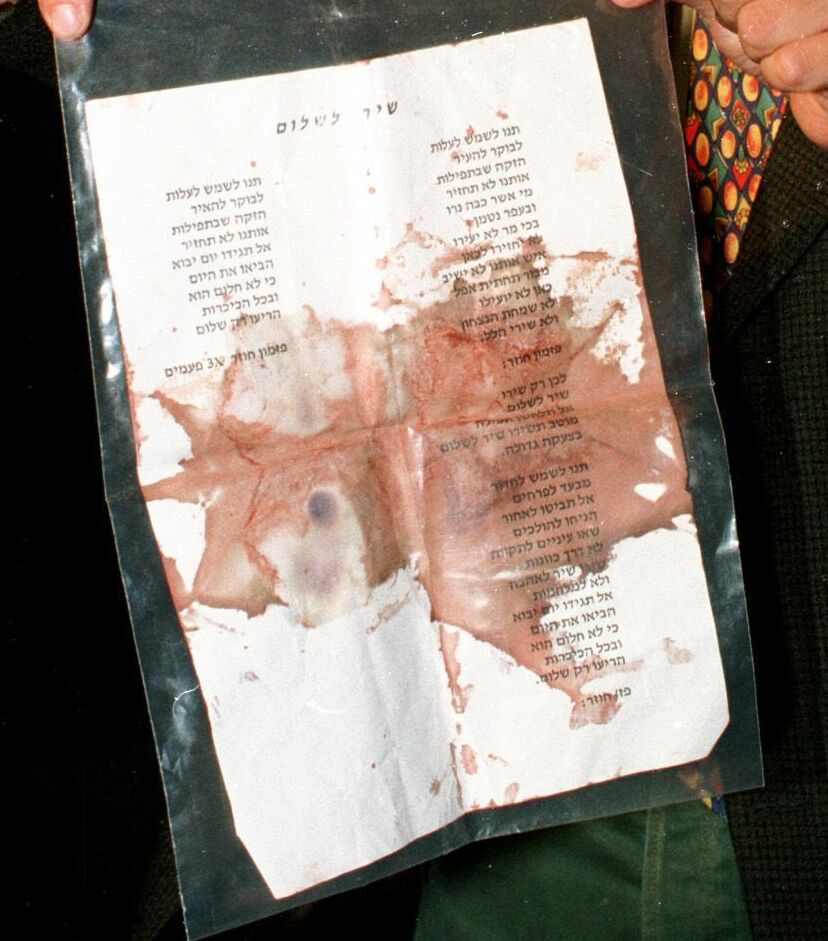
نسخة ملطخة بالدماء من كلمات أغنية "شير لاشالوم" ("أغنية من أجل السلام")، وجدت في جيب رابين بعد الاغتيال

كان في جيب رابين ورقة ملطخة بالدماء تحتوي على كلمات الأغنية الإسرائيلية الشهيرة "شير لاشالوم" ("أغنية من أجل السلام")، والتي غُنيت في التجمع وتتحدث عن استحالة إعادة شخص ميت إلى الحياة، وبالتالي الحاجة إلى السلام.
عقد اجتماع طارئ لمجلس الوزراء الإسرائيلي بعد وقت قصير من وفاة رابين، عُين خلاله شمعون بيريز، الذي كان يشغل منصب وزير الخارجية آنذاك، رئيساً للوزراء بالنيابة.
وصل يهودا هيس، كبير الأطباء الشرعيين في الحكومة الإسرائيلية، إلى مستشفى إيخيلوف لإجراء تشريح للجثة مع اثنين من المساعدين، بما في ذلك مصور بعد حوالي ثلاث ساعات من وفاة رابين. وقد وجد تشريح الجثة أن إحدى الرصاصات اخترقت أسفل ظهر رابين، ومزقت طحاله، وثقبت رئته اليسرى، بينما اخترقت الرصاصة الأخرى ظهره أسفل عظم الترقوة، وحطمت قفصه الصدري، واخترقت رئته اليمنى. وخلص هيس إلى أن رابين توفي بسبب فقدان كميات هائلة من الدم وانهيار رئتيه، وأن فرص نجاته من إطلاق النار كانت منخفضة للغاية. كما وجد فحص الدماغ اللاحق انسداداً في أحد الشرايين الدماغية لدى رابين، وهو جيب كبير من الهواء دخل مجرى الدم في الرئتين وانتقل إلى الدماغ، مما أدى إلى تقييد تدفق الدم والأكسجين. وقد أعاق هذا الانسداد جهود الإنعاش.
استجوب كبير مفتشي الشرطة موتي نفتالي عامير. والذي قدم اعترافاً كاملاً، وبعد أن أُبلغ بوفاة رابين، أعرب أمير عن سعادته وطلب إحضار مشروب شنبص ليحتسي نخباً احتفالياً. ثم داهم ضباط الشرطة وعناصر جهاز الأمن الداخلي منزل عائلة عامير في هرتسليا، حيث ألقوا القبض على شقيقه هاغاي، الذي اتهمه عامير بالتواطؤ أثناء استجوابه.

## التداعيات

### جنازة رابين
أقيمت جنازة رابين في السادس من نوفمبر، بعد يومين من الاغتيال، في مقبرة جبل هرتزل في القدس، حيث دُفن رابين لاحقاً. حضر الجنازة مئات من زعماء العالم، بما في ذلك حوالي 80 رئيس دولة. وكان من بين الحاضرين الرئيس الأمريكي بيل كلينتون، والملك حسين ملك الأردن، والملكة بياتريكس ملكة هولندا، ورئيس الوزراء الروسي فيكتور تشيرنوميردين، ورئيس الوزراء الإسباني ورئيس المجلس الأوروبي الحالي فيليبي غونثاليث، ورئيس وزراء كندا جان كريتيان، ورئيس الوزراء الإسرائيلي بالإنابة ووزير الخارجية شمعون بيريز، والأمين العام للأمم المتحدة بطرس بطرس غالي، والرئيس المصري حسني مبارك، ورئيس جمهورية الكونغو ديني ساسو نغيسو، ورئيس إسرائيل عزرا وايزمان.
حُدد يوم تذكاري وطني لرابين في تاريخ وفاته وفقاً للتقويم العبري.

### المحاكمة
حوكم إيجال عامير بتهمة قتل رابين، بينما حوكم شقيقه هاجاي عامير ودرور أداني، اللذان كانا شريكين له في القتل، بتهمة التآمر على قتل رابين. أُدين إيجال عامير وحُكم عليه بالسجن مدى الحياة بتهمة قتل رابين وست سنوات إضافية لإيذاء يوروم روبين. لم تُخفف عقوبة عامير بالرغم أنه من المعتاد في إسرائيل أن يخفف الرئيس عقوبة السجن المؤبد إلى فترة محددة، عادة من 20 إلى 30 عاماً، مع إمكانية تخفيفها مرة أخرى لحسن السلوك. أقر الكنيست لاحقاً في 2001، قانون إيجال عامير، الذي يحظر على لجنة الإفراج المشروط التوصية بالعفو أو تخفيف الحكم لقاتل رئيس وزراء. حُكم على أداني بالسجن لمدة سبع سنوات، بينما حُكم على هاجاي عامير بالسجن لمدة 12 عاماً، ثم زادت إلى 16 عاماً عند الاستئناف، ثم حصل لاحقاً على عام إضافي في السجن بتهمة التهديد بقتل رئيس الوزراء أرئيل شارون. أُطلق سراح أداني في 2002 وحجاي عامير في 2012. ولا يزال إيجال عامير مسجوناً.
كُشف بعد الاغتيال، أن أفيخاي رافيف، وهو متطرف يميني معروف في ذلك الوقت، كان في الواقع عميلاً ومخبراً لجهاز الأمن الداخلي الإسرائيلي (شين بيت) باسم شامبانيا. جرى تبرئة رافيف لاحقاً في المحكمة من التهم الموجهة إليه بأنه فشل في منع الاغتيال. وحكمت المحكمة بعدم وجود دليل على أن رافيف كان يعلم أن القاتل إيجال أمير كان يخطط لقتل رابين.

### التأثير الاجتماعي

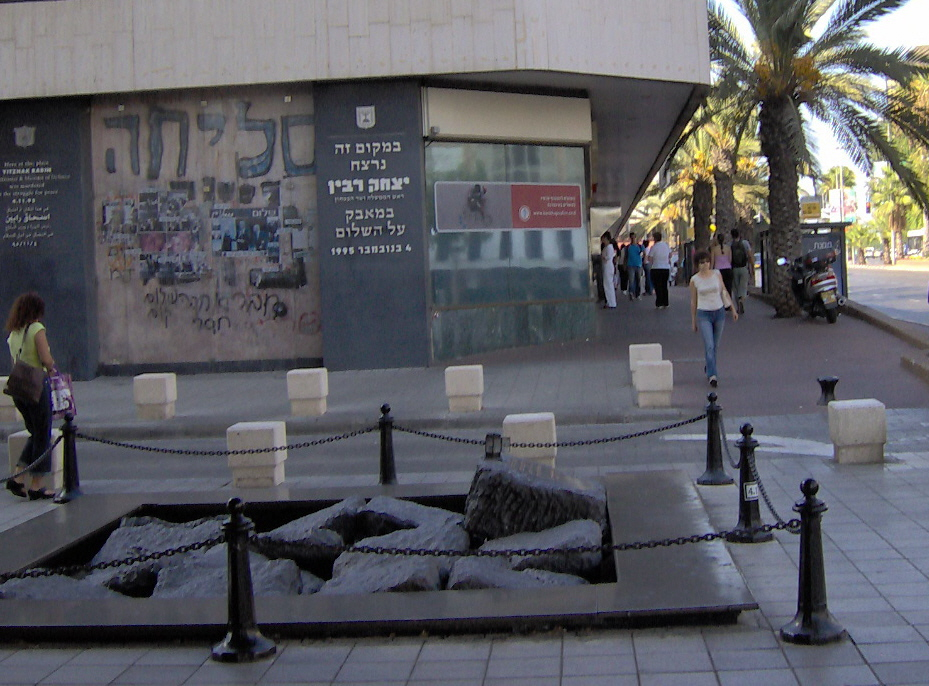
النصب التذكاري في موقع الاغتيال

لقد أحدث اغتيال رابين صدمة لدى الرأي العام الإسرائيلي. فقد أقيمت مسيرات ومظاهرات تذكارية بالقرب من ميدان ملوك إسرائيل - الذي أعيدت تسميته لاحقاً بميدان رابين تكريماً له - وكذلك بالقرب من منزل رابين ومبنى الكنيست ومنزل القاتل. كما سُميت العديد من الشوارع والمباني العامة الأخرى داخل إسرائيل وعلى المستوى الدولي باسم رابين.
وُصف الاغتيال بأنه رمز لصراع ثقافي بين اليمين الديني والقوى اليسارية العلمانية داخل إسرائيل. وقد وصف إيلان بيليج من معهد الشرق الأوسط اغتيال رابين بأنه «يعكس انقساماً ثقافياً عميقاً داخل الجسم السياسي الإسرائيلي [...] مرتبطاً ارتباطاً وثيقاً بعملية السلام» مما يوضح الاستقطاب المتزايد والصراع السياسي في البلاد.

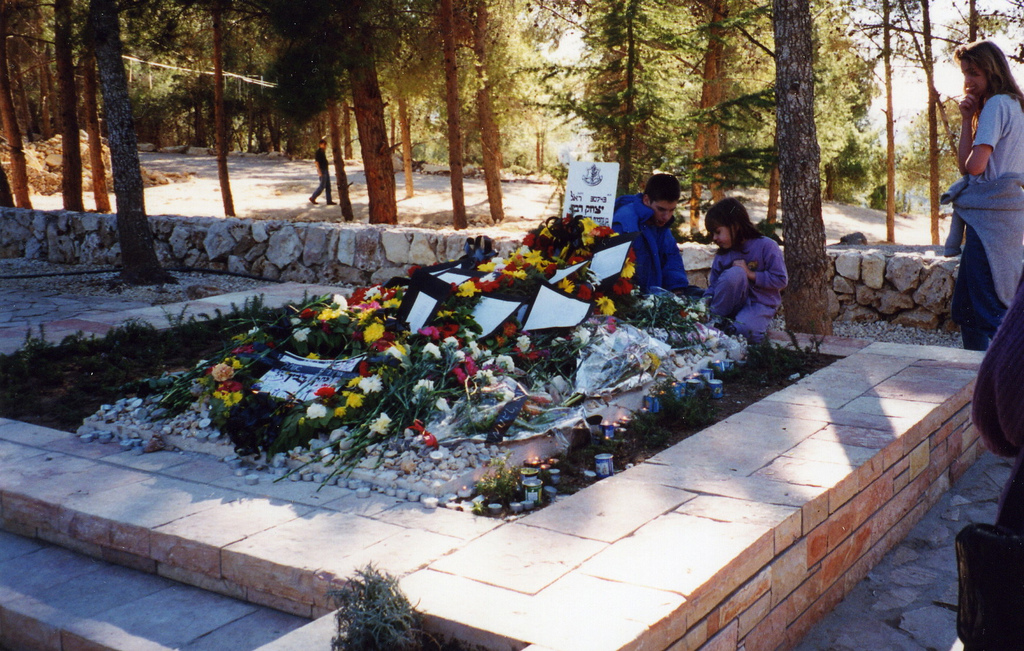
ضريح رابين، 1995

أصدرت لجنة شامغار [الإنجليزية] تقريرها النهائي بشأن الاغتيال في 28 مارس 1996. وقد انتقدت الصحيفة جهاز الأمن الداخلي الإسرائيلي (شين بيت) لتعريضه رئيس الوزراء للخطر وتجاهله للتهديدات التي وجهها له المتطرفون اليهود.
ونظراً للفشل النهائي في تحقيق المزيد من التقدم في اتفاقيات أوسلو، فهناك وجهة نظر شائعة مفادها أن عملية الاغتيال هي "الاغتيال السياسي الأكثر نجاحاً" في التاريخ الحديث، وذلك لأنها حققت هدف مرتكبها المتمثل في إحباط عملية السلام في أوسلو.

## للاستزادة
- Karpin، Michael؛ Friedman، Ina (1998). Murder in the Name of God: The Plot to Kill Yitzhak Rabin. جرانتا. ISBN:0-8050-5749-8.

## روابط خارجية
- "Israel marks Rabin assassination", بي بي سي, Nov 12, 2005
- "A sombre night in Rabin Square", بي بي سي, Nov 12, 2005
- Could He Have Been Saved? An article by Ronen Bergman in Haaretz
- 10-minute video of Rabin's assassination hosted on جوجل فيديو
- Assassination part of the Kempler video on CNN (10 seconds)
- Koenraad Elst on Yitzhak Rabin's Assassination نسخة محفوظة 2008-05-13 على موقع واي باك مشين.
- "The Night in Question". This American Life. حلقة 570. Chicago. 16 أكتوبر 2015. Public Radio Exchange. WBEZ. مؤرشف من الأصل في 2017-11-10. اطلع عليه بتاريخ 2015-10-17. Covers the assassination and its conspiracy theories, including an interview with Yigal Amir's brother and co-conspirator حجاي عامير and a new forensic examination of the shirt Rabin was wearing when he was shot.